# Tettigonia pallidipes
Tettigonia pallidipes är en insektsart som först beskrevs av Jacobi 1944.  Tettigonia pallidipes ingår i släktet Tettigonia och familjen dvärgstritar. Inga underarter finns listade i Catalogue of Life.